# Miguel Jacinto Meléndez
Miguel Jacinto Meléndez (ur. w 1679 w Oviedo, zm. 25 sierpnia 1734 w Madrycie) – hiszpański malarz okresu baroku.
Był uczniem José Garcii Hidalga w Madrycie. Malował portrety i obrazy religijne. W 1712 został malarzem nadwornym króla Filipa V. Tworzył pod wpływem van Dycka i Juana Carreño de Mirandy.

## Wybrane dzieła
- Filip V w stroju myśliwskim -  1712, 103 x 83 cm, Museo Cerralbo, Madryt
- Isabella Farnese -  1718, 84 x 61 cm, Casa de la Moneda, Madryt
- Isabella Farnese -  1718-22, Prado, Madryt
- María Luisa Gabriela de Saboya -  ok. 1712, 81 x 62 cm, Museo Lázaro Galdiano, Madryt
- Pogrzeb hrabiego Orgaza -  1734, 85 x 147 cm, Prado, Madryt
- Portret Filipa V -  1718-22, 82 x 62 cm, Prado, Madryt
- Zwiastowanie -  185 x 165 cm, Museo Diocesano de Arte Sacro, Vitoria-Gasteiz